# Schritthöhe

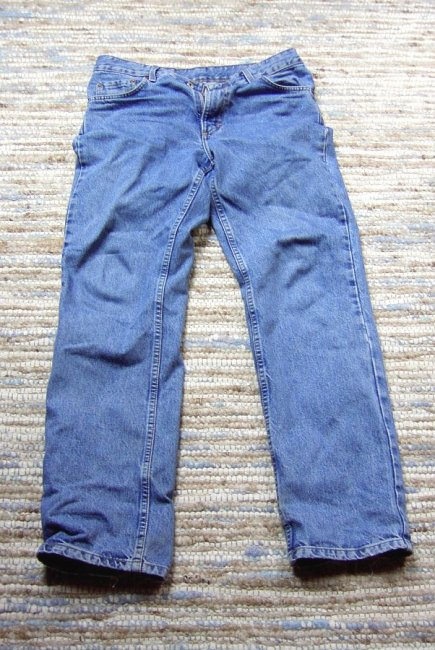
Die Schritthöhe reicht vom Schritt bis zum unteren Saum der Hosenbeine.

Im Schneiderhandwerk bemisst sich die passende Länge der Hosenbeine nach der Schritthöhe. Sie wird oft auch unzutreffend als Schrittlänge bezeichnet. Gemessen wird diese von der Innenseite des Schrittansatzes (Hosenboden) bis zur Unterkante Hosenbein. An der fertigen Hose ist die Schritthöhe identisch mit der Länge der Innennaht, einer der beiden Nähte, mit denen der vordere und der hintere Zuschnitt eines Hosenbeins zusammengenäht werden. Bei Jeans wird dieses Maß als inseam length bezeichnet.
Beim Fahrrad ist die Schritthöhe maßgebend für die Wahl der Rahmengröße und die Einstellung der optimalen Sattelhöhe, wird jedoch direkt am Menschen gemessen. Bei etwa schulterbreitem Stand ist es der Abstand vom Boden bis zum Damm. Daraus ergibt sich für die Sattelhöhe: 0,88 × Schritthöhe = Abstand vom Sattel zum Tretlager.
Beim klassischen Straßenrennrad mit waagrechtem Oberrohr wird angenommen, dass es überwiegend auf ebenen (= ungewölbten) Wegen gefahren wird, weshalb nur wenig „Luft“ (Abstand) zwischen Oberrohroberseite und Damm (bei leicht gegrätschtem Stand) gefordert wird.
Soll man jedoch von einem Mountainbike oder Reiserad verletzungsfrei absteigen können, notfalls auch wenn die Räder durch Bodenbuckel höher aufstehen als die Fläche, auf die die Füße zu stehen kommen, so wird mit 10 bis 20 cm Luft sicherheitshalber mehr Abstand gefordert, der häufig durch ein nach hinten „abfallendes“ Oberrohr erzielt wird. Räder mit tiefem Durchstieg haben naturgemäss noch mehr Luft bis zum Schritt.